# پرده تزریق

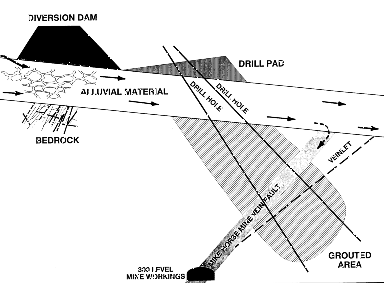
نمایشی شماتیک از یک پرده گروت، سوراخ‌های اجراشده و ناحیه انجام تزریق را مشاهده کنید.

پرده تزریق مانع و حائلی است که از شالوده سد در برابر نشت محافظت می‌کند و می‌تواند در هنگام ساخت سد یا هنگام تعمیرات سد ساخته شود. علاوه بر این، می‌توان آنها را برای تقویت شالوده‌ها مورد استفاده قرار داد و نشت را کنترل و محدود می‌کند.

## مشخصات
پرده تزریق معمولاً از یک ردیف سوراخ عمودی حفر شده تشکیل شده‌است که با دوغاب تحت فشار پر شده‌اند، و این فرایند معمولاً به عنوان تزریق تحت فشار شناخته شده‌است. سوراخ‌ها در فواصلی حفر می‌شوند و به گونه ای از یکدیگر عبور می‌کنند که یک پرده ایجاد می‌کنند.

## روش
گروت با جتهای تزریق، در سوراخ‌های حفاری شده با فشار تزریق می‌شود، که از یک جریان مایع با فشار بالا (یعنی دوغاب یا آب) برای از بین بردن حفره‌ها در خاک استفاده می‌کنند.
بهسازی خاک به روش جت گروتینگ بر اساس تجزیه ساختار خاک و جایگزینی خاک‌های سست و ضعیف با دوغاب سیمانی از طریق تزریق گروت در خاک انجام می‌شود. جهت تزریق گروت در خاک از جت‌های پرفشار و سرعت بالا و جت‌های فرسایش آب یا هوا استفاده می‌شود.